# 冯奉初
馮奉初（?—?），字默齋，廣東順德人，清朝進士。

## 生平
生平不詳，嘉慶十九年（1814年）甲戌科三甲第一百一十名進士，賜同進士出身，道光年间擔任過潮州教授，又曾為《謝御史文集》題跋。著有《潮州耆舊集》。